# Simone Buonaccorsi

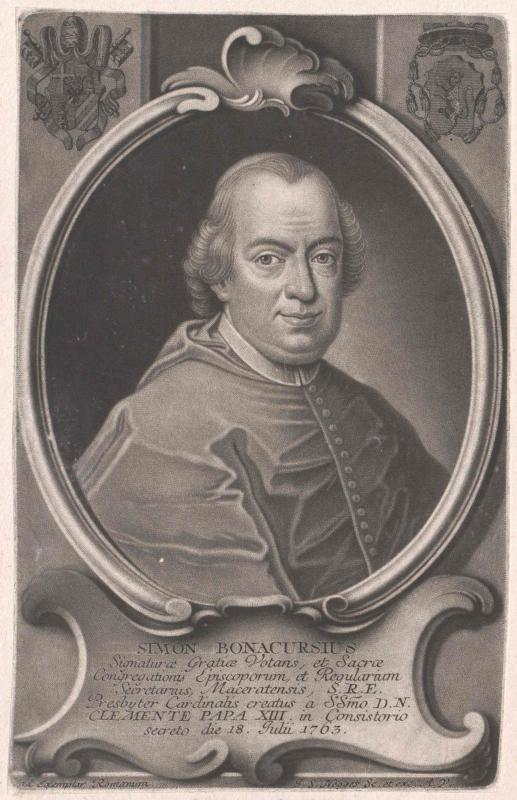
Porträt des Kardinals Simone Buonaccorsi

Simone Buonaccorsi (* 17. November 1708 in Macerata; † 27. April 1776 in Rom, auch Simone Bonaccorsi) war ein italienischer Kardinal.

## Leben
Buonaccorsi entstammte einer Adelsfamilie und schlug nach dem Studium eine kirchliche Laufbahn ein, die mit einer Tätigkeit als Referent an der Apostolischen Signatur 1735 begann. Papst Benedikt XIV. ernannte ihn 1746 zum Apostolischen Nuntius in Florenz. Da die diplomatischen Beziehungen zwischen dem Heiligen Stuhl und dem Großherzogtum Toskana abgebrochen waren, konnte er sein Amt nicht antreten. Buonaccorsi blieb in Rom, wurde 1748 Kleriker der Apostolischen Kammer und von Clemens XIII. 1760 zum Sekretär der Kongregation für Bischöfe und Regularien ernannt.
Clemens XIII. nahm ihn im Konsistorium am 18. Juli 1763 ins Kardinalskollegium auf und wies ihm als Kardinalpriester die Titelkirche San Giovanni a Porta Latina zu. Kardinal Buonaccorsi wurde im November desselben Jahres als Apostolischer Delegat und Kommissar mit der Verantwortung für die Trockenlegung der Pontinischen Sümpfe betraut. Nach Konflikten mit den Eigentümern der betroffenen Gebiete beschloss er im Mai 1765, die Maßnahmen umzusetzen, doch finanzielle Schwierigkeiten der Kurie verhinderten die Durchführung. Erst unter Papst Pius VI. (gewählt 1775) wurde die Trockenlegung der Pontinischen Sümpfe wieder begonnen.
In der Jesuitenfrage stand er auf der Seite des Ordens. Im Konklave des Jahres 1769 forcierte er die Wahl von Clemens XIV., nachdem sich zuvor die Kardinäle Giuseppe Pozzobonelli und Giovanni Carlo Boschi nicht durchsetzen konnten und Frankreich ein Veto gegen seine eigene Wahl zum Papst vorgelegt hatte. Simone Buonaccorsi, der unter Clemens XIV. dennoch im Abseits stand, starb im April 1776 nach einer Fiebererkrankung. Beigesetzt wurde er in der Kirche San Salvatore in Lauro.